# Linha de sucessão ao trono português

Bandeira de Portugal (1830-1910) com as armas reais portuguesas.

O trono português é o trono atualmente reivindicado pela descendência da Casa de Bragança-Saxe-Coburgo-Gota. Esta reivindicação, no entanto, não tem qualquer efeito jurídico na atualidade, visto que a Coroa de Portugal (quando entendida como uma pessoa coletiva) se transfigurou na República (também referida como Estado-Administração, uma pessoa coletiva de Direito Público) no dia 5 de Outubro de 1910.
A Casa Real Portuguesa (hoje uma instituição privada) segue regras de protocolo estabelecidas na já revogada Carta Constitucional de 1826 bem como em leis anteriormente estabelecidas que confere o tratamento de Sua Alteza Real aos membros na linha imediata e direta de sucessão (príncipes) e de Sua Alteza aos filhos secundogénitos e irmãos do monarca (infantado).
O título dos Reis de Portugal era oficialmente Rei de Portugal e dos Algarves d'Aquém e d'Além Mar em África, Senhor da Guiné e do Comércio, da Conquista e da Navegação da Etiópia, Arábia, Pérsia e Índia, etc.
Existindo vários pretendentes ao trono português sem que exista, no entanto, um consenso quanto à sua posição na linha de sucessão ao trono de Portugal, originou-se uma disputa chamada de «questão dinástica portuguesa».

## Linha de sucessão

### Linha de sucessão pelo Ramo Miguelista
Atualmente, segundo um parecer do Ministério dos Negócios Estrangeiros de Portugal, determinado pelo referido organismo, mas contrário ao definido pela Constituição Monárquica de 1838 (revogada em 10 de fevereiro de 1842 por Costa Cabral) e à própria Constituição da República Portuguesa[carece de fontes?], o pretendente Duarte Pio de Bragança foi considerado como o legítimo herdeiro e representante da Casa de Bragança.

### Linha de sucessão pelo Ramo Loulé
Em 2008, no seu livro "O Usurpador — O Poder sem Pudor", o fadista Nuno da Câmara Pereira alegou que o verdadeiro herdeiro da coroa portuguesa seria o seu primo Pedro José Folque de Mendoça Rolim de Moura Barreto, atual representante do título de duque de Loulé, por ser um descendente da infanta D. Ana de Jesus Maria, a alegada filha mais nova do rei D. João VI. Na sua obra, todavia, reconheceu ainda a validade das pretensões de outra descendente real, D. Maria Pia de Bragança, por tratar-se de uma filha do rei D. Carlos I. Segundo Câmara Pereira, Duarte Pio é que não possui quaisquer direitos dinásticos por descender apenas de um ex-infante, D. Miguel, o qual foi perpetuamente banido da sucessão ao trono após a vitória liberal na Guerra Civil Portuguesa.

### Linha de sucessão pelo Ramo Constitucional

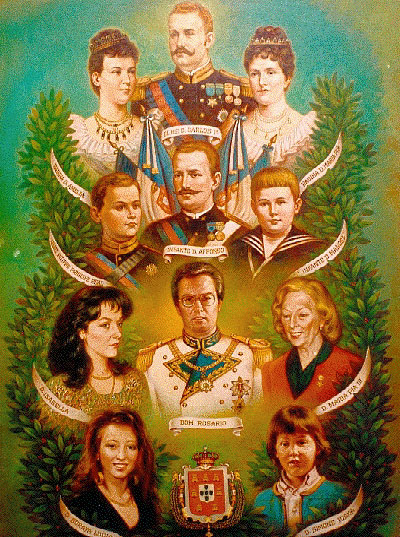
Retrato de D. Maria Pia de Bragança junto de alguns membros da Família Real da Casa de Bragança-Saxe-Coburgo e Gotha.

Em 1932, após a morte do último rei de Portugal, uma alegada filha legitimada do rei D. Carlos I e, portanto, alegadamente meia-irmã do rei D. Manuel II, conhecida como D. Maria Pia de Saxe-Coburgo Gotha e Bragança (1907-1995), sustentando-se no texto das Cortes de Lamego que definiam «se el Rey falecer sem filhos, em caso que tenha irmão, possuirá o Reyno em sua vida», reclamou a chefia da Casa de Bragança-Saxe-Coburgo e Gotha e defendeu ser a legítima Rainha de Portugal «de jure».